# یوزف فنت
یوزف فنت (آلمانی: Josef Fendt؛ زادهٔ ۶ اکتبر ۱۹۴۷) لژسوار اهل آلمان است.